# Équation aux dérivées partielles
En mathématiques, plus précisément en calcul différentiel, une équation aux dérivées partielles (parfois appelée équation différentielle partielle et abrégée en EDP) est une équation différentielle dont les solutions sont les fonctions inconnues dépendant de plusieurs variables vérifiant certaines conditions concernant leurs dérivées partielles.
Une EDP a souvent de très nombreuses solutions, les conditions étant moins strictes que dans le cas d'une équation différentielle ordinaire à une seule variable ; les problèmes comportent souvent des conditions aux limites qui restreignent l'ensemble des solutions. Alors que les ensembles de solutions d'une équation différentielle ordinaire sont paramétrées par un ou plusieurs paramètres correspondant aux conditions supplémentaires, dans le cas des EDP, les conditions aux limites se présentent plutôt sous la forme de fonction ; intuitivement cela signifie que l'ensemble des solutions est beaucoup plus grand, ce qui est vrai dans la quasi-totalité des problèmes.
Les EDP sont omniprésentes dans les sciences puisqu'elles apparaissent aussi bien en dynamique des structures ou en mécanique des fluides que dans les théories de la gravitation, de l'électromagnétisme (équations de Maxwell), ou des mathématiques financières (équation de Black-Scholes). Elles sont primordiales dans des domaines tels que la simulation aéronautique, la synthèse d'images, ou la prévision météorologique. Enfin, les équations les plus importantes de la relativité générale et de la mécanique quantique sont également des EDP.
L'un des sept problèmes du prix du millénaire consiste à montrer l'existence et la continuité par rapport aux données initiales d'un système d'EDP appelé équations de Navier-Stokes.

## Introduction
Une équation différentielle partielle très simple est :
{\displaystyle {\frac {\partial u}{\partial x}}=0}
où u est une fonction inconnue de x et y sur un ouvert convexe. Cette équation implique que les valeurs u(x,y) sont indépendantes de x. Les solutions de cette équation sont :
{\displaystyle u(x,y)=f(y),}
où f est une fonction de y.
L'équation différentielle ordinaire
{\displaystyle {\frac {\mathrm {d} u}{\mathrm {d} x}}=0}
a pour solution :
Échec de l’analyse (SVG (MathML peut être activé via une extension du navigateur) : réponse non valide(« Math extension cannot connect to Restbase. ») du serveur « http://localhost:6011/fr.wikipedia.org/v1/ » :): {\displaystyle u(x) = c,}

avec c une valeur constante (indépendante de x). Ces deux exemples illustrent qu'en général, la solution d'une équation différentielle ordinaire met en jeu une constante arbitraire, tandis que les équations aux dérivées partielles mettent en jeu des fonctions arbitraires. Une solution des équations aux dérivées partielles n'est généralement pas unique.
Trois catégories importantes d'EDP sont les équations aux dérivées partielles linéaires et homogènes du second-ordre dites elliptiques, hyperboliques et paraboliques.

## Notations

### En mathématiques
Pour les EDP, par souci de simplification, il est d'usage d'écrire u la fonction inconnue et Dxu (notation française) ou ux (notation anglo-saxonne, plus répandue) sa dérivée partielle par rapport à x, soit avec les notations habituelles du calcul différentiel :
{\displaystyle u_{x}={\partial u \over \partial x}}
et pour les dérivées partielles secondes :
{\displaystyle u_{xy}={\partial ^{2}u \over \partial y\,\partial x}={\partial  \over \partial y}\left({\partial u \over \partial x}\right)}

### En physique
Les opérateurs de l'analyse vectorielle sont utilisés.

## Exemples d'EDP

### Équation de Laplace
L'équation de Laplace est une EDP de base très importante :
{\displaystyle {\partial ^{2}u \over \partial x^{2}}+{\partial ^{2}u \over \partial y^{2}}+{\partial ^{2}u \over \partial z^{2}}=0}
où u=u(x,y,z) désigne la fonction inconnue.
Il est possible d'écrire cette fonction de manière analytique dans certaines conditions limites et avec une géométrie donnée, par exemple avec des coordonnées sphériques.
En notation d'analyse vectorielle, en utilisant l'opérateur laplacien Δ
Soit {\displaystyle \psi \equiv u\left(x,y,z,t\right)\ }, fonction d'onde.
{\displaystyle \Delta \psi \ =\ 0}

### Équation de propagation (ou équation des cordes vibrantes)
Cette EDP, appelée équation de propagation des ondes, décrit les phénomènes de propagation des ondes sonores et des ondes électromagnétiques (dont la lumière).
La fonction d'onde inconnue est notée u(x,y,z,t), t représentant le temps :
{\displaystyle {\partial ^{2}u \over \partial x^{2}}+{\partial ^{2}u \over \partial y^{2}}+{\partial ^{2}u \over \partial z^{2}}={1 \over c^{2}}{\partial ^{2}u \over \partial t^{2}}}
Le nombre c représente la célérité ou vitesse de propagation de l'onde u.
En notation d'analyse vectorielle, en utilisant l'opérateur laplacien Δ :
Soit {\displaystyle \psi \equiv u\left(x,y,z,t\right)\ }, fonction d'onde.
{\displaystyle \Delta \psi \ =\ {1 \over c^{2}}{\partial ^{2}\psi  \over \partial t^{2}}}
| Onde {\displaystyle ~\psi }   |                     | Partie longitudinale                                                       |                     | Partie transversale                                                                                    |                     | Propagation                                                             |                     | Dissipation                                                       |
| ----------------------------- | ------------------- | -------------------------------------------------------------------------- | ------------------- | --- | ------------------- | ----------------------------------------------------------------------- | ------------------- | ----------------------------------------------------------------- |
| {\displaystyle ~\Delta \psi } | {\displaystyle \ =} | {\displaystyle {\overrightarrow {\textrm {grad}}}[{\textrm {div}}\ \psi ]} | {\displaystyle \ -} | {\displaystyle {\overrightarrow {\textrm {rot}}}\left[{\overrightarrow {\textrm {rot}}}\ \psi \right]} | {\displaystyle \ =} | {\displaystyle {1 \over c^{2}}{\partial ^{2}\psi \over \partial t^{2}}} | {\displaystyle \ +} | {\displaystyle {1 \over \alpha }{\partial \psi \over \partial t}} |

Voir aussi Onde sismique, onde mécanique, Son, Onde sur une corde vibrante, Onde stationnaire dans un tuyau, Équations de Maxwell

### Équation de Fourier
{\displaystyle {\partial ^{2}u \over \partial x^{2}}+{\partial ^{2}u \over \partial y^{2}}+{\partial ^{2}u \over \partial z^{2}}={1 \over \alpha }{\partial u \over \partial t}}
Cette EDP est également appelée équation de la chaleur. La fonction u représente la température. La dérivée d'ordre 1 par rapport au temps traduit l'irréversibilité du phénomène.
Le nombre {\displaystyle \alpha } est appelé diffusivité thermique du milieu.
En notation d'analyse vectorielle, en utilisant l'opérateur laplacien Δ :
Soit {\displaystyle \psi \equiv u\left(x,y,z,t\right)\ }, fonction d'onde de température.
{\displaystyle \Delta \psi \ =\ {1 \over \alpha }{\partial \psi  \over \partial t}}

### Équation de Poisson
En utilisant l'opérateur laplacien Δ :
Soient {\displaystyle \psi \left(x,y,z\right)\ }, fonction d'onde et {\displaystyle \rho \left(x,y,z,t\right)} densité de charge.
{\displaystyle \Delta \psi \ =-4\pi \rho }

### Équation d'advection
L'équation d'advection en dimension 1 d'espace et de temps décrit le transport de la quantité {\displaystyle u(x,t)} par la vitesse d'advection {\displaystyle a}
{\displaystyle {\frac {\partial u}{\partial t}}+a{\frac {\partial u}{\partial x}}=0}
Elle a pour solution {\displaystyle u(x,t)=\eta (x-at)} pour {\displaystyle t\geqslant 0} où {\displaystyle \eta (x)} est la condition initiale à {\displaystyle t=0}.
L'équation d'advection joue un rôle essentiel dans l'étude des méthodes de résolution numérique par la méthode des volumes finis des systèmes hyperboliques de lois de conservation comme les équations d'Euler en dynamique des fluides compressibles.

### Équation d'onde de Langmuir
Soient {\displaystyle \psi \left(x,y,z,t\right)\ }, fonction d'onde et {\displaystyle \rho \left(x,y,z,t\right)} densité de charge.
{\displaystyle \Delta \psi \ ={1 \over c^{2}}.{\partial ^{2}\psi  \over \partial t^{2}}-{\rho  \over \epsilon }}
Cette équation décrit des ondes électriques longitudinales en propagation dans un plasma.

### Équation de Stokes
Le système de Stokes, qui décrit l'écoulement d'un fluide newtonien incompressible en régime permanent et à faible nombre de Reynolds, s'écrit :
{\displaystyle \eta \Delta {\vec {v}}={\overrightarrow {\mathrm {grad} }}\,p-\rho {\vec {f}}} {\displaystyle {\rm {div}}\,{\vec {v}}=0}

### Équation de Schrödinger
{\displaystyle i\hbar {\partial \psi  \over \partial t}\ =\left[-{\frac {\hbar ^{2}}{2m}}\Delta +V\right]\psi }

### Équation de Klein-Gordon
Soit {\displaystyle \psi \left(x,y,z,t\right)}, fonction d'onde.
{\displaystyle -\hbar ^{2}{\partial ^{2}\psi  \over \partial t^{2}}\ =-\hbar ^{2}c^{2}\Delta \psi +m^{2}c^{4}\psi }

## Méthodes de résolution

### Approche analytique
- Méthode des caractéristiques

### Résolution numérique
Les méthodes numériques les plus couramment utilisées pour la résolution des équations aux dérivées partielles sont :
- méthode des différences finies ;
- méthode des éléments finis ;
- méthode des volumes finis ;
- méthode des caractéristiques.

### Cours généraux
- V.I. Arnold, Leçons sur les équations aux dérivées partielles, Cassini, 2016.
- Claude Wagschal, Distributions, analyse microlocale, équations aux dérivées partielles. Hermann, 2011.
- Jean Dieudonné
  - Éléments d'analyse - Tome VII - Équations fonctionnelles linéaires - Première partie : opérateurs pseudo-différentiels. Jacques Gabay, 2003.
  - Éléments d'analyse - Tome VIII - Équations fonctionnelles linéaires - Deuxième partie : problèmes aux limites. Jacques Gabay, 2008.
- Claude Zuily: Éléments de distributions et d'équations aux dérivées partielles. Dunod, 2002.
- H. Reinhard, Équations aux dérivées partielles - introduction. Dunod, 1991.
- Jacques Chazarain, Alain Piriou, Introduction à la théorie des équations aux dérivées partielles linéaires. Gauthier-Villars, 1981.

### Cours et exercices corrigés
- Claire David, Pierre Gosselet, Équations aux dérivées partielles - Cours et exercices corrigés, 2e édition. Dunod, 2015.
- Ahmed Lesfari, Équations différentielles ordinaires et équations aux dérivées partielles - Cours et exercices corrigés. Ellipses, 2015.
- Mourad Choulli, Analyse fonctionnelle - Équations aux dérivées partielles - Cours et exercices corrigés. Vuibert, 2013.
- A. Martin, Exercices résolus : équations aux dérivées partielles. Dunod, 1991.

### Applications particulières
- Hervé Le Dret, Équations aux dérivées partielles elliptiques non linéaires. Springer, 2013.
- Lionel Roques, Modèles de réaction-diffusion pour l'écologie spatiale. Quae, 2013.
- Pierre Dreyfuss, Introduction à l'analyse des équations de Navier-Stokes. Ellipses, 2012.
- Claude Zuily, Problèmes de distributions et d'équations aux dérivées partielles. Cassini, 2010.
- Bruno Després, Lois de Conservations Eulériennes, Lagrangiennes et Méthodes Numériques. Springer/SMAI, 2010.
- Jacques Hadamard, Le problème de Cauchy et les équations aux dérivées partielles linéaires hyperboliques. Jacques Gabay, 2008.
- Bruno Després, François Dubois, Systèmes hyperboliques de lois de conservation. École polytechnique, 2005.
- Jean-Michel Rakotoson, Jean-Emile Rakotoson, Analyse fonctionnelle appliquée aux équations aux dérivées partielles. PUF, 1999.
- Denis Serre, Systèmes de lois de conservation. I, Hyperbolicité, entropies, ondes de choc. Diderot éditeur, 1996.
- Denis Serre, Systèmes de lois de conservation. II, Structures géométriques, oscillation et problèmes mixtes. Diderot éditeur, 1996.
- Robert Dautray, Jacques-Louis Lions : Analyse mathématique et calcul numérique pour les sciences et les techniques. Masson, 1984.
- Jean Vaillant, Équations aux dérivées partielles hyperboliques et holomorphes. Hermann, 1984.
- Serge Colombo, Les équations aux dérivées partielles en physique et en mécanique des milieux continus. Masson, 1976.
- Jacques-Louis Lions, Quelques méthodes de résolution des problèmes aux limites non linéaires. Dunod, 2002 (réimpression du texte de 1969).
- O.A. Ladyženskaja, N.N. Ural'ceva, Equations aux dérivées partielles de type elliptique. Dunod, 1968.
- J. Necas, Les méthodes directes en théorie des équations elliptiques. Masson, 1967.

### En anglais
- (en) Lars Hörmander, The analysis of linear partial differential operators, Springer-Verlag, 1983-1985. Traité de référence en quatre volumes, par le récipiendaire de la médaille Fields 1962. Le volume I est sous-titré :  Distribution theory and Fourier analysis, et le volume II :  Differential operators with constant coefficients. Les volumes III et IV sont consacrés à la théorie moderne via les opérateurs pseudo-différentiels.
- (en) Lars Hörmander, Linear Partial Differential Operators, Springer-Verlag, 1963. Ce livre contient les travaux pour lesquels l'auteur a obtenu la médaille Fields en 1962.
- (en) Yu. V. Egorov et M. A. Shubin (en), Foundations of the Classical Theory of Partial Differential Equations, Springer-Verlag, 2e éd., 1998  (ISBN 3-540-63825-3). Premier volume d'une série qui en comporte neuf, écrits pour l'Encyclopaedia of Mathematical Sciences. Les volumes suivants sont consacrés à la théorie moderne via les opérateurs pseudo-différentiels.
- (en) Michael E. Taylor (en), Partial Differential Equations - Basic Theory, coll. « Texts in Applied Mathematics » (no 23), Springer-Verlag, 2e éd., 1999  (ISBN 0-387-94654-3). Premier volume d'une série qui en comporte trois. Les volumes suivants sont consacrés à la théorie moderne via les opérateurs pseudo-différentiels.
- (en) Vladimir I. Arnold, Lectures on partial differential equations, Springer-Verlag, 2004  (ISBN 3-540-40448-1).

### Cours anciens
- Camille Jordan, Cours d'analyse, tome III, 3e édition. Jacques Gabay, 1991 (réimpression du texte de 1915) - [version de 1887 sur Gallica].
- Édouard Goursat
  - Leçons sur l'intégration des équations aux dérivées partielles du second ordre à deux variables indépendantes, t. 1, Hermann, 1896 (lire en ligne).
  - Leçons sur l'intégration des équations aux dérivées partielles du second ordre à deux variables indépendantes, t. 2, Hermann, 1898 (lire en ligne).
  - Leçons sur l'intégration des équations aux dérivées partielles du premier ordre, Hermann, 1921, 2e éd. (lire en ligne).